# 上尾道路
上尾道路（あげおどうろ）は、埼玉県さいたま市西区から埼玉県鴻巣市に至る国道17号のバイパス道路である。都市計画道路としては上尾バイパスの名称になっている。
さいたま市で新大宮バイパス、鴻巣市で熊谷バイパスと連結する。国道17号の交通渋滞を解消し、生活環境の改善を図ることなどを目的として計画された道路である。中央部分には別途、高速道路の計画があり、新大宮バイパスの中央部分と合わせ、新大宮上尾道路として地域高規格道路の計画路線に指定されている（都市計画道路としての名前は高速埼玉中央道路）。

## 概要
起点はさいたま市西区宮前町の宮前インターチェンジ (IC) である。国道16号および新大宮バイパスと分岐後、国道17号本線のおよそ2 - 4キロメートル (km) 西側を並行し、さいたま市・上尾市を北上、桶川市大字川田谷で首都圏中央連絡自動車道（圏央道/一般国道468号）とジャンクション（桶川JCT（仮称）、専用部完成までは桶川北本インターチェンジとして供用）により接続する。さらにに北本市を北上し、終点の鴻巣市箕田交差点で国道17号本線および熊谷バイパスに接続する。
本計画は1969年（昭和44年）の都市計画決定時から存在する（都市計画上道路としての名称は上尾バイパス）。1989年（平成元年）に都市計画変更され、1990年（平成2年）に大宮市（当時）宮前町から桶川市大字川田谷の埼玉県道12号川越栗橋線の約8.9 kmが事業化。1995年（平成7年）に桶川ジャンクション（現・桶川北本IC）までの約2.1 kmが事業化した。
整備計画によれば、地平に片側2車線の一般道路と、一般道路の上下線間に高架で片側2車線の自動車専用道路・国道の両側に市民生活用のサービス道路と緑地帯を整備することになっており、道路幅はおおむね50 mを超える。市域の分断を避けるため、多数の交差点、歩道橋、横断地下道が計画された。2007年（平成19年）度の開通を目指し、桶川北本IC付近まで着工する予定になっていたが、後述のオオタカの問題が解決しなかった影響で工事が長引いた。
2010年（平成22年）3月27日に宮前ICから埼玉県道323号上尾環状線の間 (4.2 km) が、翌日の3月28日には桶川市内の埼玉県道12号川越栗橋線から桶川北本ICを経て埼玉県道57号さいたま鴻巣線の間 (2.1 km) が暫定開通した。2015年（平成27年）10月31日には圏央道桶川北本IC - 白岡菖蒲IC間の開通に合わせて4車線化された。2016年（平成28年）4月29日、埼玉県道12号川越栗橋線から埼玉県道323号上尾環状線の間 (4.7 km) が暫定2車線として開通し、新大宮バイパスから桶川北本ICまでが結ばれ、当初の事業化区間は完成した。
桶川北本ICから鴻巣市箕田交差点までは2011年度（平成23年度）に事業化された。
自動車専用道路は首都高速埼玉大宮線を延長するかたちとなり、2016年度（平成28年度）に事業化された。事業主体は関東地方整備局と首都高速道路株式会社となる。
現在、2015年に4車線化された区間にはキロポストが設置されているが、全区間を通して国道標識は一切設置されていない。
桶川市大字川田谷付近で道の駅べに花の郷おけがわが2025年（令和7年）3月27日に開業した。

### 路線データ
- 起点：埼玉県さいたま市西区宮前町
- 終点：埼玉県鴻巣市箕田
- 全長：20.1 km
- 道路幅員：57.0 m

自動車専用部
- 規格：第1種第3級
- 設計速度：80 km/h
- 車線数：4車線

一般部
- 規格：第4種第1級
- 設計速度：60 km/h
- 車線数：4車線

### 交通規制
- 駐停車禁止（宮前IC - 川田谷中交差点）
- 駐車禁止（川田谷（中）交差点 - 川田谷（市場）交差点）
- 最高速度50 km/h、追い越しのための右側部分はみ出し通行禁止（江川の橋〈名称不明〉）

## 歴史
- 1969年（昭和44年）5月20日：都市計画決定。
- 1989年（平成元年）12月22日：都市計画変更[6]。
- 1990年度（平成2年度）：大宮市宮前町 - 埼玉県道12号川越栗橋線 (約8.9 km) が事業化[6]。
- 1995年度（平成7年度）：埼玉県道12号川越栗橋線 - 桶川市大字川田谷 (約2.1 km) が事業化[6]。
- 2002年（平成14年）2月：オオタカ問題により、上尾市以北での用地買収を停止。
- 2002年（平成14年）度末：上尾市大字地頭方で初めて着工。
- 2003年（平成15年）度末：さいたま市西区で着工。
- 2004年（平成16年）8月21日：上尾市大字地頭方でサービス道路[注釈 1]（約900 m）が開通。UDトラックス（旧：日産ディーゼル工業）本社工場外周道路にあたる（上り線は自動車道路一般部を暫定使用）[7]。
- 2005年（平成17年）3月26日：さいたま市西区大字西新井（花の丘公園通り以南）で国道の側道にあたるサービス道路（約300 m）が開通。同年度、宮前ICの増設を開始。
- 2006年（平成18年）3月30日：さいたま市西区大字内野本郷でサービス道路（約500 m）、西新井（花の丘公園通り - 埼玉県道165号大谷本郷さいたま線）でサービス道路と自動車道路一般部（下り線のみ約300 m）が完成し、県道を改良した接続道路 (約200 m)と上記300 mを含む約1.3 kmの供用を開始。
- 2007年（平成19年）3月：さいたま市西区大字内野本郷で自動車道路一般部（約500 m）が完成（未供用）。
- 2007年（平成19年）度：オオタカ問題に関わらない範囲で、上尾市大字小敷谷以北および埼玉県道12号川越栗橋線北側から首都圏中央連絡自動車道（圏央道）桶川北本ICにかけて用地取得を再開し、確保済みの部分から着工。
- 2008年（平成20年）3月：さいたま市西区大字西新井で自動車道路一般部（約300 m）が完成（未供用）。上尾市大字堤崎で自動車道路一般部・サービス道路 (約350 m)が完成（歩道のみ供用）。上尾市大字壱丁目で自動車道路一般部・サービス道路（約400 m）が完成（歩道の一部のみ供用）。併せて、「大谷北部第4土地区画整理事業」も2007年（平成19年）度より開始され、2009年（平成21年）3月に上尾市大字壱丁目で交差地下道が竣工した。
- 2010年（平成22年）
  - 3月27日：さいたま市西区宮前町（宮前IC） - 上尾市大字小敷谷（埼玉県道323号上尾環状線、小敷谷東交差点）間延長4.2 kmが暫定2車線で開通[8]。なお、埼玉県道51号川越上尾線との交差部（壱丁目南交差点）は、当初立体交差の計画であった。
  - 3月28日：桶川市大字川田谷（埼玉県道12号川越栗橋線） - 同市大字川田谷（埼玉県道57号さいたま鴻巣線）間延長2.1 kmが暫定2車線で開通。圏央道アクセス道路として同日の川島IC - 桶川北本IC開通に伴って上尾道路も開通となった[9]。
- 2011年度（平成23年度）：II期区間（桶川北本IC - 鴻巣市箕田）事業化[6]。
- 2015年度（平成27年度）：II期区間用地着手[6]。
- 2015年（平成27年）10月31日：宮前IC - 埼玉県道323号上尾環状線間、埼玉県道12号川越栗橋線 - 桶川北本IC間が4車線に拡幅[10]。
- 2016年度（平成28年度）：新大宮上尾道路（与野 - 上尾）事業化[11]。
- 2016年（平成28年）4月29日：上尾市大字小敷谷（県道上尾環状線） - 桶川市大字川田谷（県道川越栗橋線）が延長4.7 kmが開通。起点側延長0.3 kmが4車線、残る延長4.4 kmが暫定2車線での供用となった[12]。
- 2019年度（令和元年度）：II期区間工事着手[6]。

### オオタカ問題

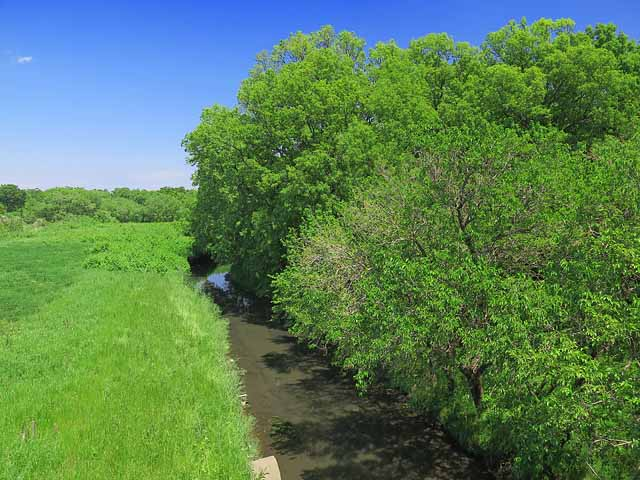
上尾道路橋梁より望む江川沿いに広がる湿地。

1996年（平成8年）に、埼玉県生態保護協会が上尾市内のバイパス建設予定区間で、準絶滅危惧種であるオオタカの営巣を確認した。このため、国によって専門家らによる「埼玉圏央道オオタカ等保護対策検討委員会」が設置された。オオタカの営巣地は道路予定地から800 mほど離れているものの、捕食活動などの生活圏が予定地と重なっており、計画されていた高架構造の自動車専用道路がオオタカの生活の障害となる可能性が指摘された。
国と埼玉県の指針では、「営巣中心域に抵触する開発をする場合は影響を回避する」と定めており、このため、2002年（平成14年）2月から用地買収を自主的に停止していた。上尾道路予定地には、オオタカの他にも十数種類の絶滅危惧の希少動植物種が生息する湿地があるため、時間をかけて対応策のとりまとめを行った。これにより江川を挟んだ上尾・桶川市境は、当初の盛り土による埋め立てから橋梁へ変更されて、暫定2車線でいったん開通させ、引き続き完成とオオタカの保護の両立に向けて話し合いを続けている。

## II期区間

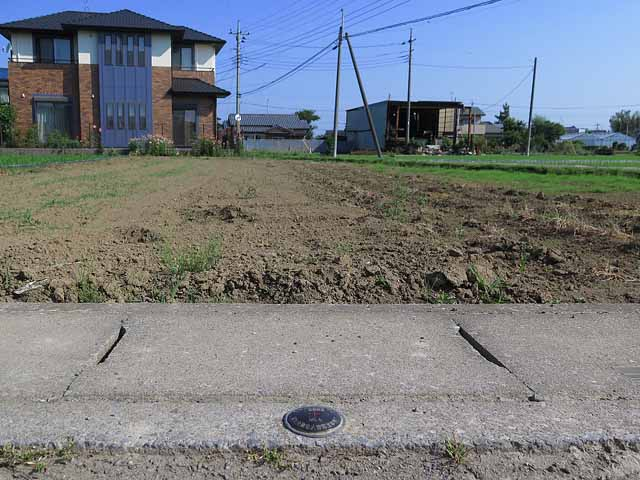
鴻巣市滝馬室地区の道路予定地にある基準点の一つ。位置：

桶川北本IC以北は、事業化以前には、鴻巣市箕田交差点付近のみ鴻巣市の区画整理により用地が確保されたが、長く動きはなかった。
桶川北本ICの供用開始後、同ICの構造により車の流れが桶川市内に集中し渋滞の原因となっていたため、当該区間の2011年度新規事業化（および事業化されているさいたま市・上尾市区間の早期開通）を求める要望を国土交通大臣に対して埼玉県知事の上田清司（当時）が行い、2011年（平成23年）度に新規事業化され、測量および地質調査が開始された。
整備計画では、埼玉県道57号さいたま鴻巣線の西側を並行し、高尾2丁目交差点や御成橋（東）交差点を交差し、鴻巣市立鴻巣西中学校東側の農地を通りつつ、鴻巣市立田間宮小学校の付近で北西から徐々に北向きへ方向を変える。東日本旅客鉄道（JR東日本）高崎線を高架で越え、MEGAドン・キホーテ北鴻巣店の西側角をかすめて（あらかじめ角がカットされた状態で建設されている）、箕田交差点に至ることになっている。

II期区間の都市計画幅員は、I期区間（宮前IC - 桶川北本IC）と同様の57 mであるが、コスト縮減と事業の迅速化の観点から、当初は事業化幅員は地域高規格道路新大宮上尾道路を考慮から除外した23 mとする方針とした。しかし、将来改めて都市計画幅員まで拡幅事業化されるかたちになると、用地買収が今回と将来の2段階になることから、土地所有者や沿道自治体から不満・不安・懸念の声が上がった。そのため、再検討を行い、国道17号の地域高規格道路予定区間（新大宮上尾道路・熊谷渋川連絡道路）においては上尾道路II期区間以外の全区間（新大宮バイパス、上尾道路I期区間、熊谷バイパス、深谷バイパス）で当初より都市計画幅員で事業化されていることも踏まえて見直され、II期区間に関しても事業化幅員はI期区間と同様の57 mに訂正された。
2021年3月より、終点に近い鴻巣市箕田地内の高崎線との交差地点付近で着工したが、そこでは「平右衛門遺跡」が発掘されており、その他の区間でも遺跡が多数確認されている。他にも、北本市内で近くに猛禽類の営巣や湧水地が確認され保護が必要であることなどの想定外の要素が発覚し、事業費が着手前の想定より割り増しされている。

## 路線状況

### 道路施設

#### 橋梁
- 宮前インター橋（西大宮バイパス・新大宮バイパス）
- 名称不明の橋（江川）※暫定2車線

#### 歩道橋

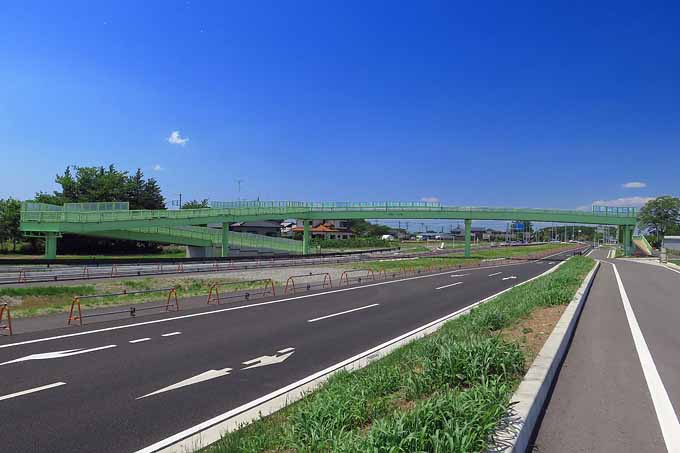
上尾道路の歩道橋の一つである「領家かっぱ橋」。名前は橋が架かる領家地区の河童伝説にちなむ。。

上尾道路は幅員が平均57 mであり、建設によって地域が東西に分断され、歩行者の通行の妨げとなる。このため、開通箇所には歩道橋（ほぼ自転車通行可能）が設置されているが、これらは主に小学生の通学に使用されることから、付近の小学生から公募した名称が付けられている。歩道橋の橋名板は地元小学生の揮毫により製作された。
歩道橋名称（宮前インター方から北へ並べる）
- さいたま工区
  - 内野本郷にじいろ橋（さいたま市立日進北小学校）[22]
  - 内野本郷仲よし橋（さいたま市立日進北小学校）
  - 西新井あおぞら橋（さいたま市立指扇北小学校）
  - 花の丘ふれあい橋（さいたま市立指扇北小学校）
  - 清河寺きよらか橋（さいたま市立指扇北小学校）
- 上尾工区
  - 堤崎輝きの橋（上尾市立大谷小学校）
  - 地頭方夢の橋（上尾市立大谷小学校）
  - 小敷谷みらい橋（上尾市立平方北小学校）[23]
  - 小敷谷天神橋（上尾市立大石南小学校） - 2020年（令和2年）追加架設、7月30日渡り初め[24][25]。
  - 畔吉ささら橋（上尾市立大石南小学校）[21]
  - 領家かっぱ橋（上尾市立大石南小学校）
- 桶川工区
  - 松原ハートフル橋（桶川市立川田谷小学校）
  - 狐塚こんこん橋（桶川市立川田谷小学校）
  - 前領家にこにこ橋（桶川市立川田谷小学校）[22]
  - 天沼はぐくみ橋（桶川市立川田谷小学校）

また地域分断を避けるため、信号機付きの交差点が300 - 600 mごとに設置されている。

#### 道の駅
- べに花の郷おけがわ（桶川市）

### 交通量
| 交通調査地点                     | 年度   | 昼間12時間自動車類交通量 | 昼間12時間自動車類交通量 | 昼間12時間自動車類交通量 | 24時間自動車類交通量 | 24時間自動車類交通量 | 24時間自動車類交通量 |
| 交通調査地点                     | 年度   | 小型車                   | 大型車                   | 合計                     | 小型車               | 大型車               | 合計                 |
| -------------------------------- | ------ | ------------------------ | ------------------------ | ------------------------ | -------------------- | -------------------- | -------------------- |
| さいたま市西区内野本郷1007-6付近 | 2021年 | 8,003                    | 1,267                    | 9,270                    | 10,664               | 1,757                | 12,421               |
| 上尾市地頭方486-20付近           | 2021年 | 8,661                    | 1,342                    | 10,003                   | 11,414               | 1,762                | 13,176               |
| 桶川市川田谷539-1地付近          | 2021年 | 4,667                    | 891                      | 5,568                    | 5,929                | 1,190                | 7,119                |
| 桶川市川田谷2820付近             | 2021年 | 4,137                    | 1,069                    | 5,206                    | 5,413                | 1,399                | 6,812                |

## 地理

### 通過する自治体
- 埼玉県
  - さいたま市（西区） - 上尾市 - 桶川市 - 北本市 - 鴻巣市

### 交差する主な道路・鉄道
交差する道路の特記がないものは市道・町道。背景色が■である部分は完成していない。
| 交差する道路                                    | 交差する道路                    | 交差点名       | 車線数 （供用/計画） | 所在地         | 所在地 |
| ----------------------------------------------- | ------------------------------- | -------------- | -------------------- | -------------- | ------ |
| 国道17号（新大宮バイパス）池袋 戸田方面         |                                 |                |                      |                |        |
| 国道16号・国道17号（新大宮バイパス） 春日部方面 | 国道16号（西大宮バイパス）      | 宮前IC         | 4/4                  | さいたま市西区 | 宮前町 |
| （花の丘通り）                                  | （花の丘通り）                  | 西新井         | 4/4                  | さいたま市西区 | 西新井 |
| 埼玉県道165号大谷本郷さいたま線                 | -                               |                | 4/4                  | さいたま市西区 | 西新井 |
|                                                 | 埼玉県道165号大谷本郷さいたま線 | 堤崎           | 4/4                  | 上尾市         | 堤崎   |
| 埼玉県道51号川越上尾線                          | 埼玉県道51号川越上尾線          | 壱丁目南       | 4/4                  | 上尾市         | 壱丁目 |
| （市民体育館通り）                              | （市民体育館通り）              | 壱丁目北       | 4/4                  | 上尾市         | 壱丁目 |
| 埼玉県道323号上尾環状線                         | 埼玉県道323号上尾環状線         | 小敷谷東       | 4/4                  | 上尾市         | 小敷谷 |
| 埼玉県道57号さいたま鴻巣線                      | 埼玉県道57号さいたま鴻巣線      | 小敷谷西       | 2/4                  | 上尾市         | 小敷谷 |
| 埼玉県道12号川越栗橋線                          | 埼玉県道12号川越栗橋線          | 川田谷（狐塚） | 4/4                  | 桶川市         | 川田谷 |
| C4 首都圏中央連絡自動車道                       | C4 首都圏中央連絡自動車道       | 桶川北本IC     | 4/4                  | 桶川市         | 川田谷 |
| 埼玉県道57号さいたま鴻巣線                      | -                               | 川田谷（市場） | 2/4                  | 桶川市         | 川田谷 |
| 埼玉県道33号東松山桶川線                        | 埼玉県道33号東松山桶川線        |                |                      | 北本市         |        |
| 埼玉県道27号東松山鴻巣線                        | 埼玉県道27号東松山鴻巣線        |                | 鴻巣市               |                |        |
| 埼玉県道365号鎌塚鴻巣線                         |                                 |                | 鴻巣市               |                |        |
| JR高崎線                                        |                                 |                | 鴻巣市               |                |        |
| 国道17号                                        | 国道17号                        | 箕田           | 鴻巣市               |                |        |
| 国道17号（熊谷バイパス） 高崎 行田方面          |                                 |                |                      |                |        |

### 沿線
| 施設                                          | 所在地         | 所在地 |
| --------------------------------------------- | -------------- | ------ |
| 大宮花の丘農林公苑                            | さいたま市西区 | 西新井 |
| アマゾンジャパン 上尾フルフィルメントセンター | 上尾市         | 堤崎   |
| UDトラックス（旧日産ディーゼル工業）          | 上尾市         | 堤崎   |
| エディオン 西上尾店                           | 上尾市         | 小敷谷 |
| アリオ上尾                                    | 上尾市         | 小敷谷 |
| 上尾トリコロールスポーツパーク                | 上尾市         | 小敷谷 |
| 上尾市立大石南中学校                          | 上尾市         | 小敷谷 |
| 上尾領家工業団地                              | 上尾市         | 領家   |
| 東光寺                                        | 桶川市         | 川田谷 |
| 埼玉県立桶川西高等学校                        | 桶川市         | 川田谷 |
| 城山公園                                      | 桶川市         | 川田谷 |

### 接続するバイパスの位置関係
- （東京方面）新大宮バイパス - 上尾道路 - 熊谷バイパス（新潟方面）

## ギャラリー

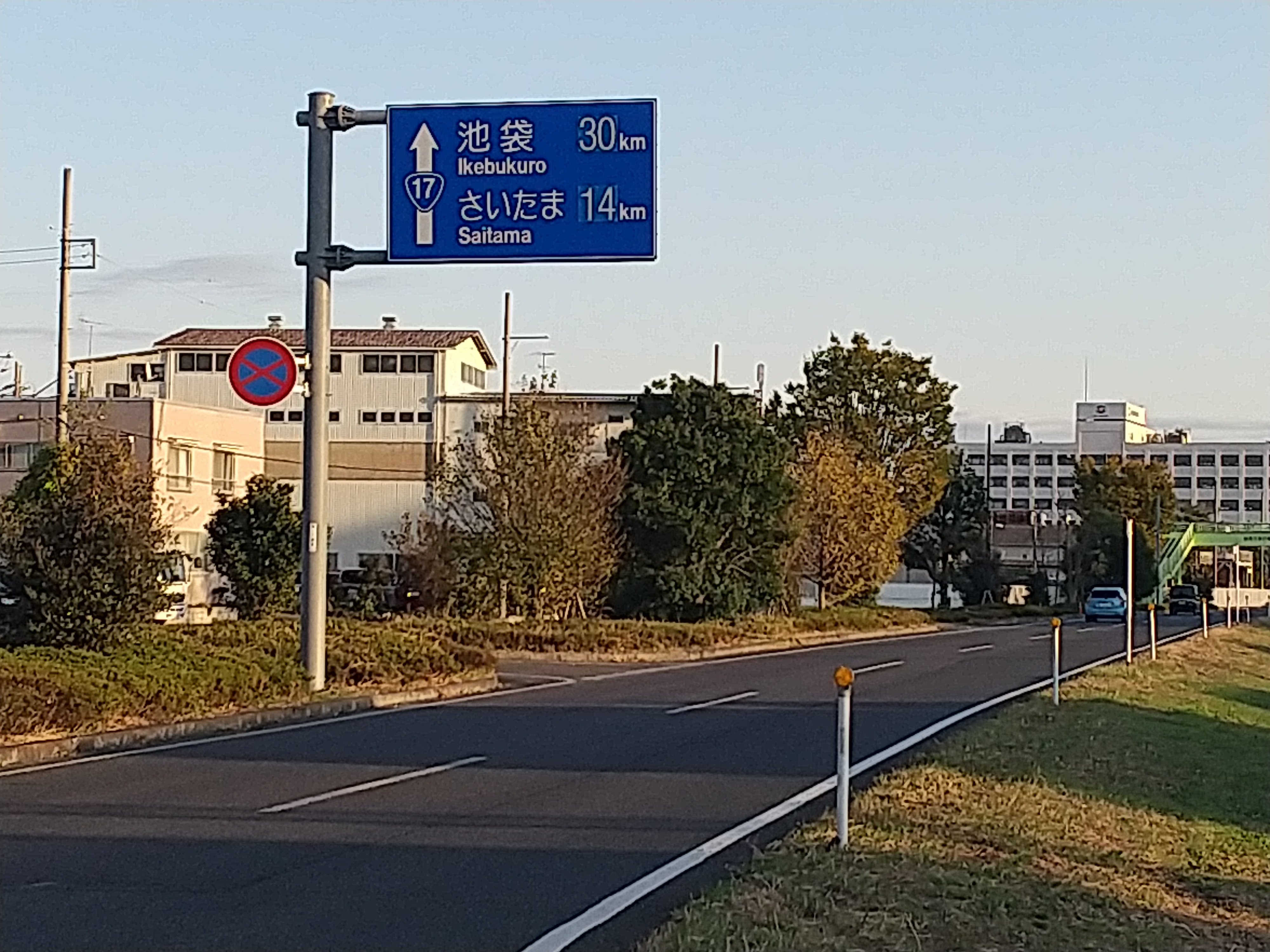
上尾市内壱丁目付近
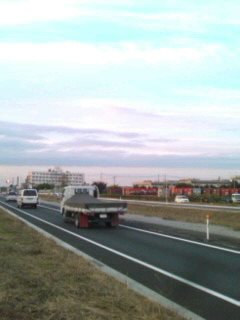
上尾市内（4車線化前）
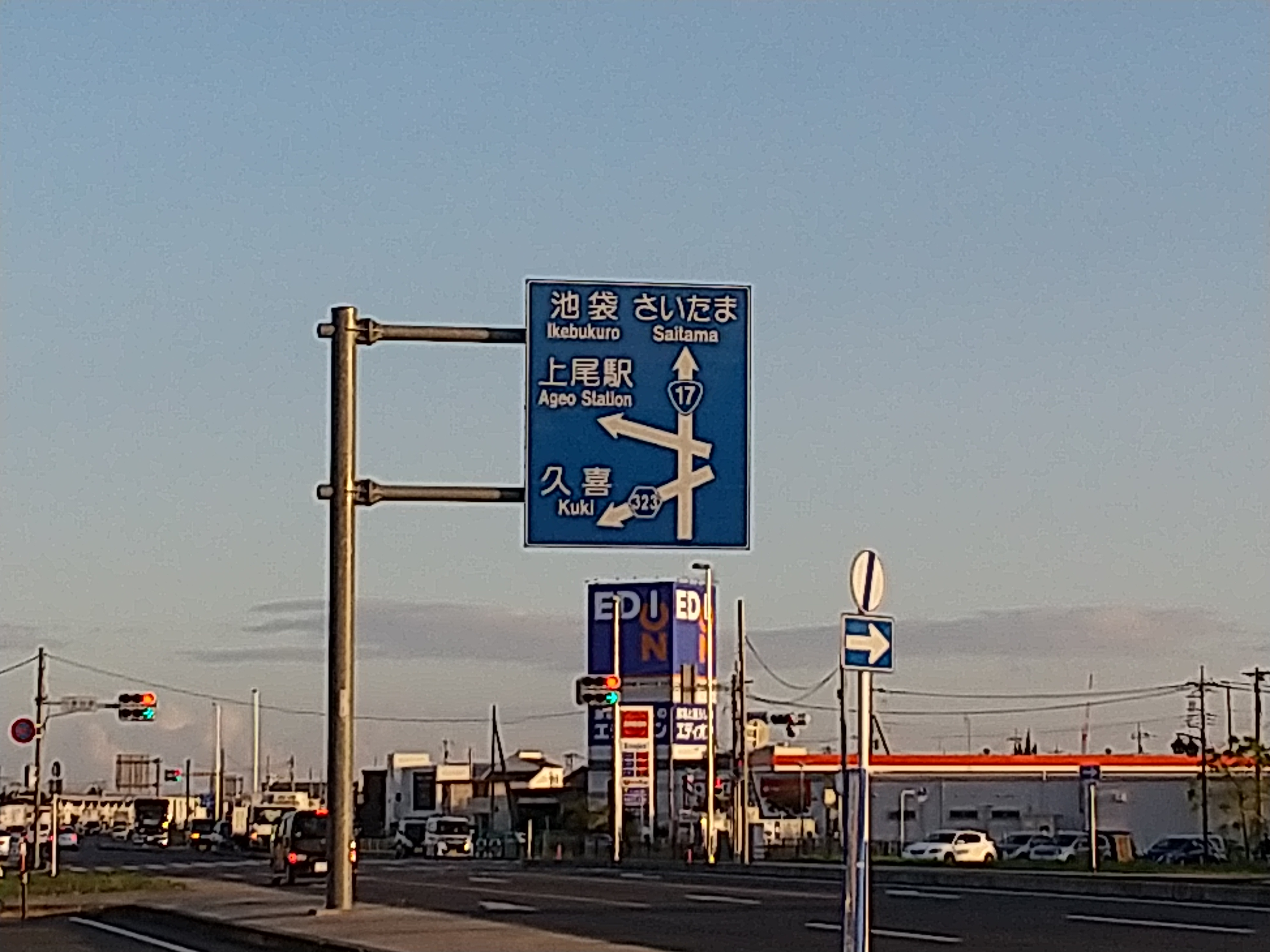
上尾市小敷谷東付近
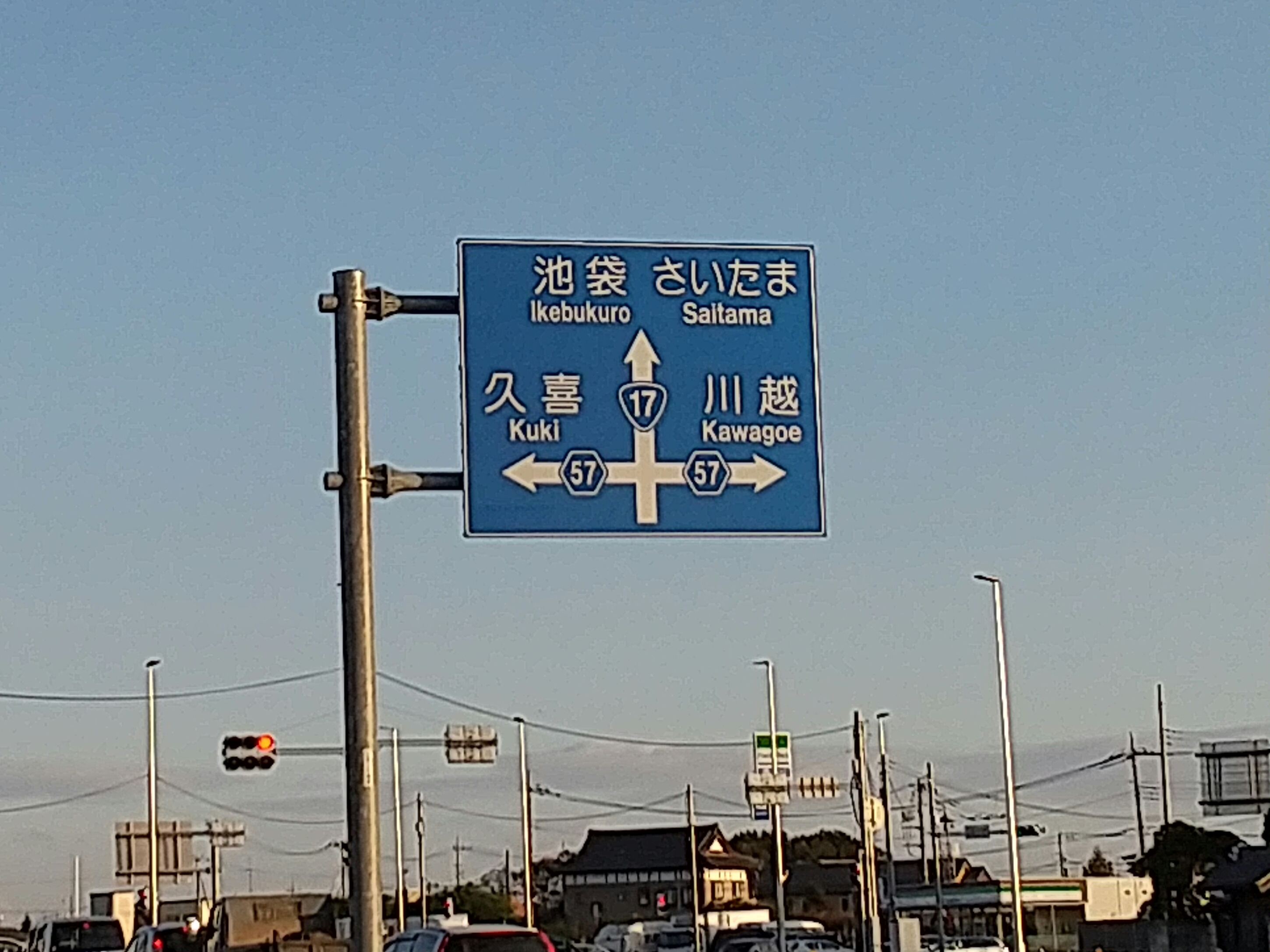
上尾市小敷谷西付近
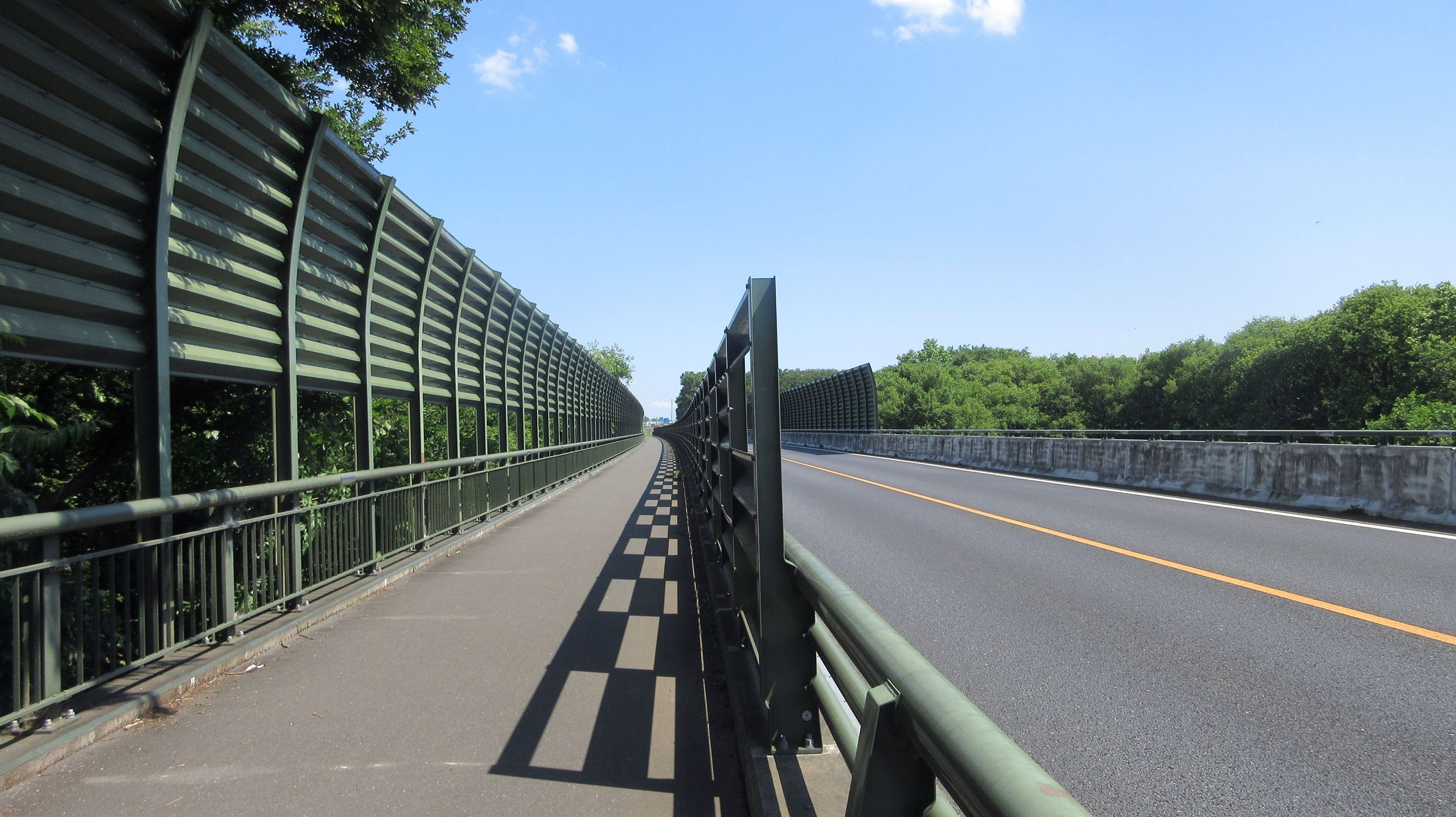
上尾市と桶川市の境界付近
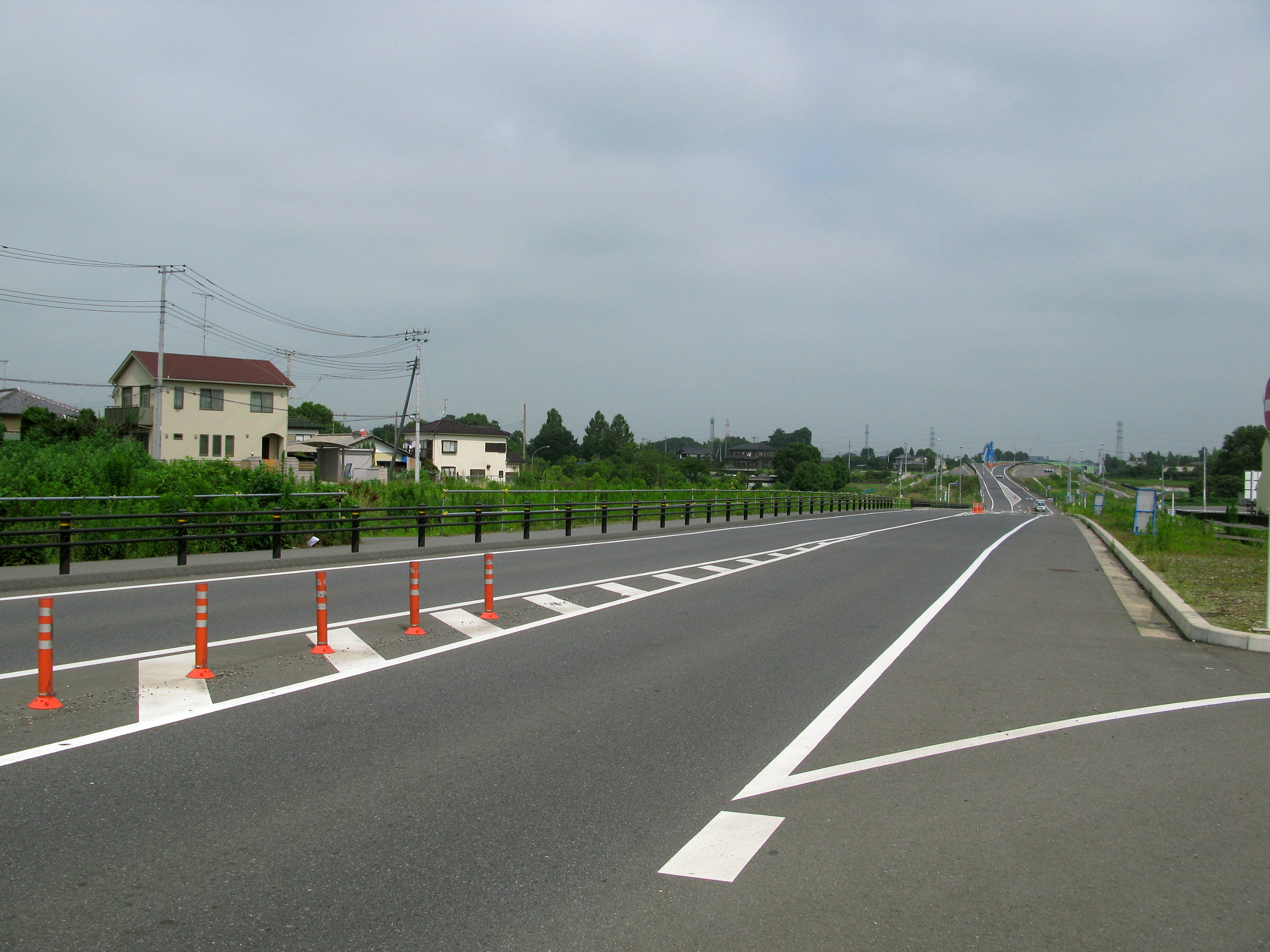
桶川市川田谷地区（4車線化前）
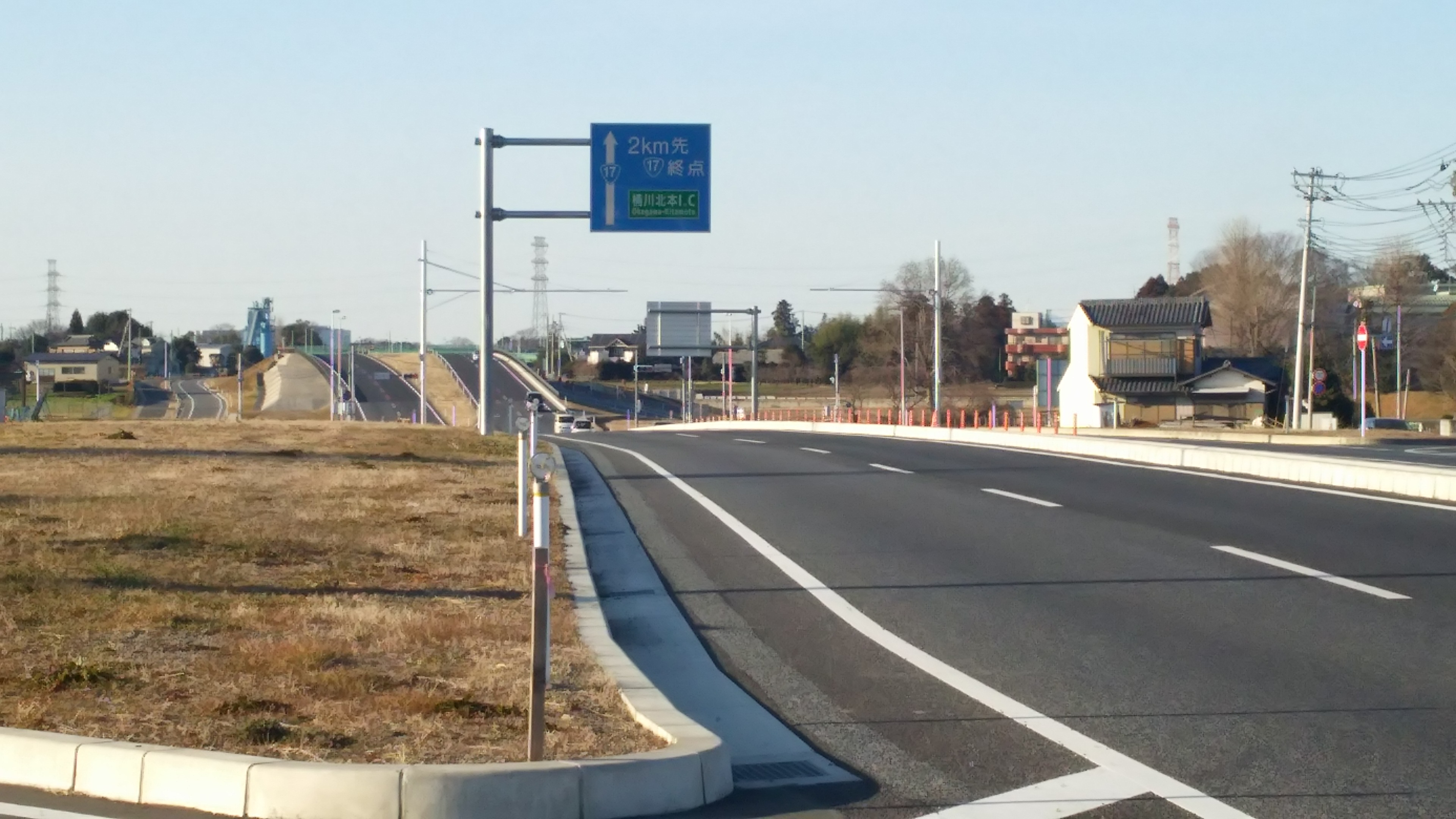
桶川市内（川田谷付近、終点方面）
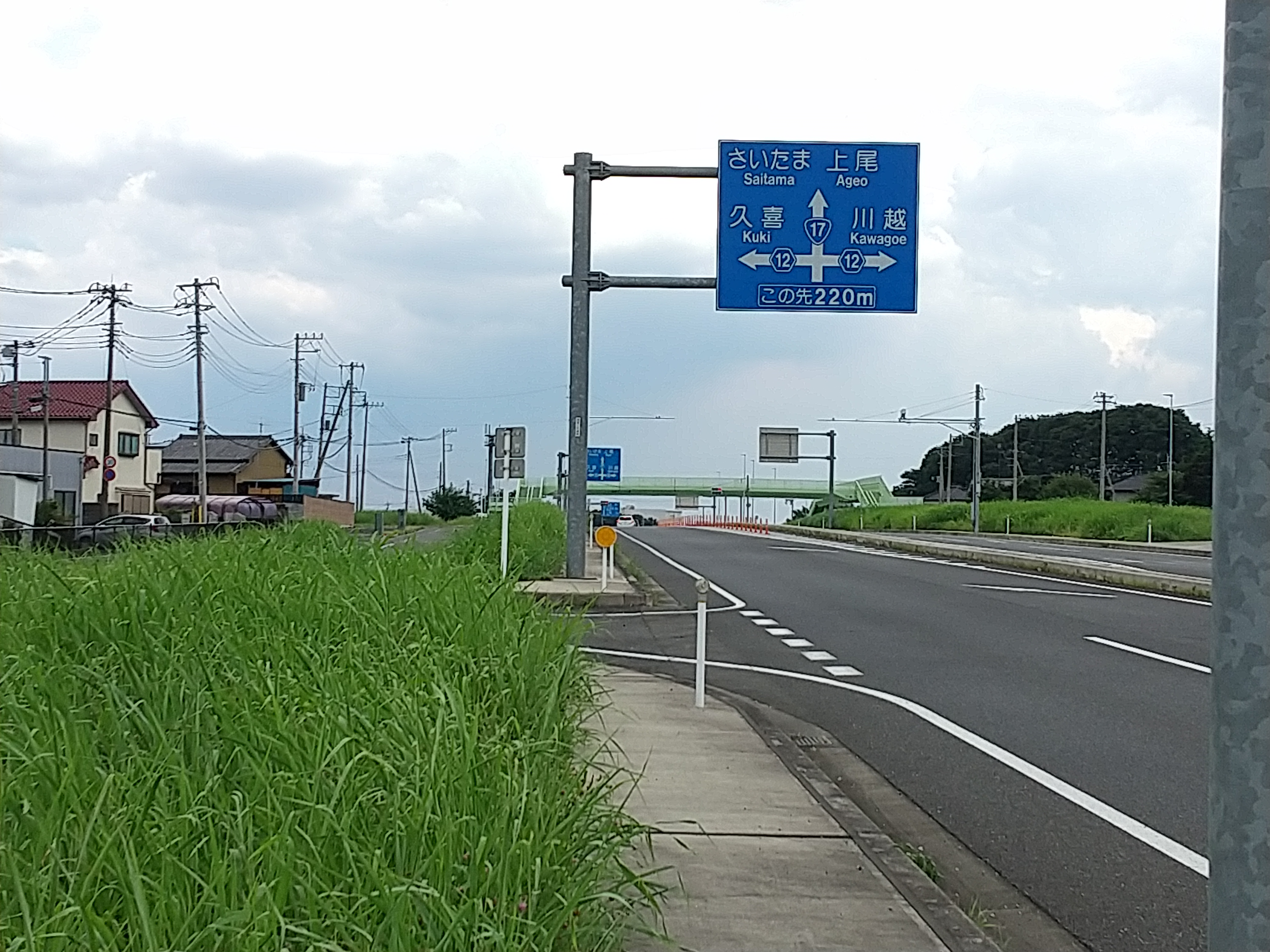
桶川市内（川田谷付近、さいたま方面）

## 座標
- 宮前インターチェンジ(北緯35度55分42秒 東経139度35分32秒 / 北緯35.928333度 東経139.592222度)
- 桶川北本インターチェンジ(北緯36度00分08秒 東経139度31分10秒 / 北緯36.002139度 東経139.519583度)
- 箕田交差点(北緯36度04分59秒 東経139度29分13秒 / 北緯36.082944度 東経139.487056度)